# استپان بوغوسیان
استپان کاراپِتی بوغوسیان (ارمنی: Ստեփան Կարապետի Պողոսյան؛ انگلیسی: Stepan Karapetovich Pogosyan (Poghosyan)؛ زادهٔ ۱۰ فوریهٔ ۱۹۳۲ – درگذشته ۱۷ مهٔ ۲۰۱۲) یک سیاست‌مدار اهل ارمنستان بود. بین سال‌های ۱۹۹۰ تا ۱۹۹۰ میلادی، بوغوسیان دبیر اول حزب کمونیست ارمنستان شوروی بود.
بوغوسیان دکتر علوم تاریخی و استان دانشگاه بود و کتب متعددی تألیف نموده‌است. وی همچنین از اعضای رهبری «حزب دموکراتیک ارمنستان» بود.